# 高橋正圀
髙橋正圀（たかはし まさくに、1943年1月8日 - ）は日本の脚本家。

## 人物
横浜市生まれ。生後すぐの頃に山形県米沢市へ疎開。以後高校卒業時まで米沢で過ごす。
子供の頃から幻灯機に投影する作品を作って友達を集めて上映会を開いていた。それが高じて、自分で絵を描いてストーリーを作るようになった。また子供の頃は東映時代劇のファンでもあった。
山形大学工学部に入学するも、中退して東京のシナリオ研究所に入るために上京。改めて中央大学文学部に入学。学生時代は年に300本は映画を観賞し、大学のサークルでも8ミリ映画を製作していた。後に中央大学も中退。
シナリオ作家協会・シナリオ研究所修了後、24歳を過ぎた頃に「これがラストチャンス」とばかりに応募した第20回新人映画コンクールに佳作入選。この入選は本人曰く「後ろの方で引っかかって」のものだったとのこと。そして映画監督山田洋次に師事。1978年、35歳の時に同年放送のNHK銀河テレビ小説『ぼくの姉さん』で脚本家として独り立ち。
劇団の青年劇場の作品を手掛け、「遺産らぷそでぃ」「葉の花らぷそでぃ」「結の風らぷそでぃ」は同劇団の農業三部作となった。

## 代表作
テレビ
- 「まんさくの花」（1981年、NHK総合テレビ「連続テレビ小説」）
- 「陽だまり横丁のラブソング」（1984年、NHK総合テレビ「銀河テレビ小説」）
- 「はっさい先生」（1987年、NHK総合テレビ「連続テレビ小説」）

ほか
映画
- 「釣りバカ日誌5」（1992年、松竹）
- 「釣りバカ日誌7」（1994年、松竹）

舞台
- 「遺産らぷそでぃ」（1990年、青年劇場）
- 「菜の花らぷそでぃ」（1996年、青年劇場）
- 「愛が聞こえます」（2000年、青年劇場）
- 「結の風らぷそでぃ」（2009年、青年劇場）

ほか

## 著書
- 『ぼくの姉さん』日本放送出版協会　1978
- 『姉さんの子守唄』日本放送出版協会　1979
- 『姉さんは腕まくり』日本放送出版協会、1980年6月5日。
- 『まんさくの花 上』日本放送出版協会、1981年4月10日。
- 『まんさくの花 下』日本放送出版協会、1981年7月20日。
- 『遺産らぷそでぃ 高橋正圀戯曲集』影書房　2002